# Charles Gordon-Lennox, V duca di Richmond
Charles Gordon-Lennox, V duca di Richmond (Londra, 3 agosto 1791 – Richmond upon Thames, 21 ottobre 1860), figlio del IV Duca di Richmond, apparteneva ad una famiglia della migliore aristocrazia britannica. Il capostipite della sua famiglia era uno dei figli illegittimi di re Carlo II Stuart.

## Biografia

### Infanzia ed educazione

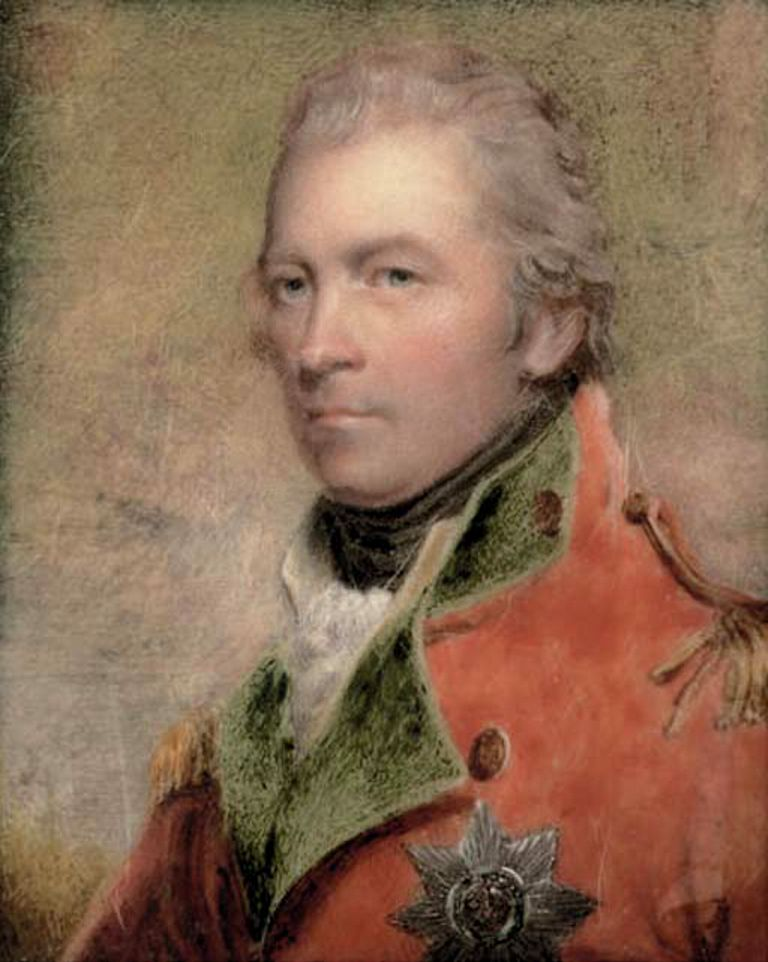
Charles Lennox, IV duca di Richmond

Charles Lennox era figlio di Charles Lennox, IV duca di Richmond e di sua moglie, lady Charlotte, figlia di Alexander Gordon, IV duca di Gordon. Egli venne educato a Westminster e poi al Trinity College di Dublino.

### Carriera militare

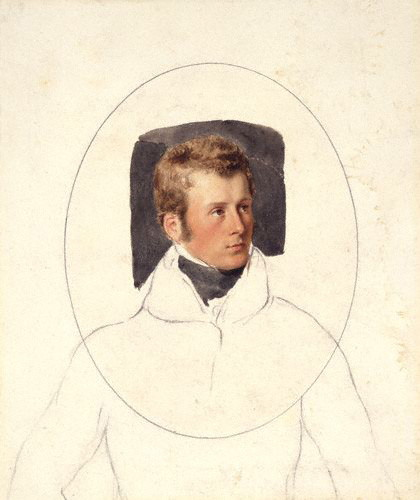
Un disegno di Charles custodito nella National Portrait Gallery

Durante la guerra d'indipendenza spagnola, contro l'esercito di Napoleone Bonaparte, Charles Lennox fece parte del seguito del Duca di Wellington; allo stesso tempo entrò a far parte del Parlamento come rappresentante del Chichester. Durante la battaglia di Waterloo, servì come aiutante di campo del principe d'Orange, alleato degli inglesi. Il Duca di Richmond fu uno dei principali responsabili dell'istituzione nel 1847 della Military General Service Medal per tutti i sopravvissuti alle campagne combattute dall'esercito britannico tra il 1793 ed il 1814. Lo stesso Duca di Richmond ricevette la medaglia con otto barrette per i suoi meriti sul campo.

### Matrimonio

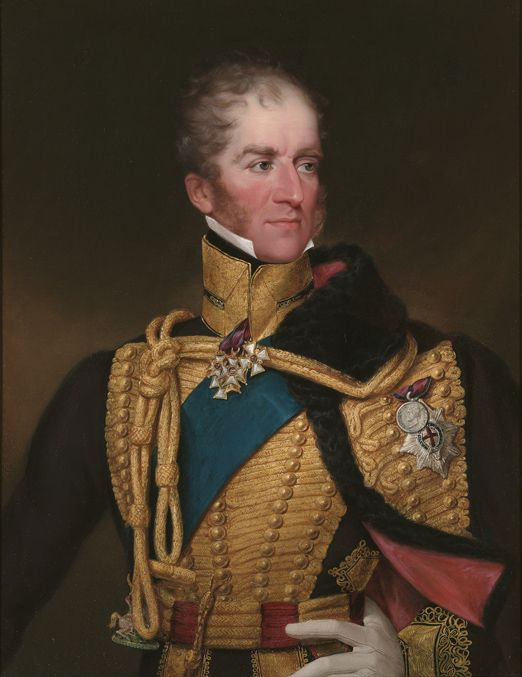
Henry Paget, I marchese di Anglesey

Sposò lady Caroline, figlia di Henry Paget, I marchese di Anglesey e di lady Caroline Villiers, il 10 aprile 1817. La coppia ebbe cinque figli e cinque figlie.

### Carriera politica

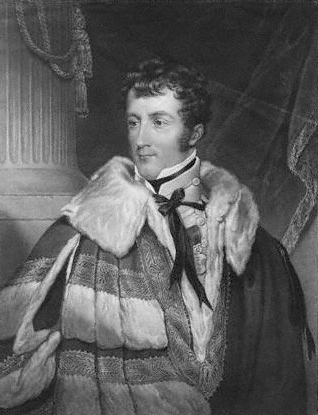
Stampa del 1824 ritraente Charles Gordon-Lennox nelle vesti di pari d'Inghilterra

A livello politico, egli sedette come membro del parlamento per Chichester tra il 1812 ed il 1819. In quest'ultimo anno egli succedette al padre al ducato di famiglia ed entrò per diritto nella Camera dei Lords. Negli anni che seguirono si dimostrò un instancabile oppositore, presso la Camera dei Lord, dell'emancipazione del cattolicesimo romano; fu poi a capo del partito oppositore della politica del free trade di Sir Robert Peel. Sebbene fosse un vigoroso conservatore e ultra-tory, Richmond si alleò con gli ideali di Charles Grey, II conte Grey nel suo programma di riforme del governo Whig del 1830. Egli prestò servizio nel gabinetto di governo di Grey come Postmaster General tra il 1830 ed il 1834. Nel 1830 venne ammesso quale Consigliere Privato del Re, perorando poi in parlamento la causa della successione della Regina Vittoria a favore di quest'ultima. Il duca di Richmond fu anche Lord Luogotenente del Sussex tra il 1835 ed il 1860 e venne nominato cavaliere dell'Ordine della Giarrettiera nel 1829.
Dal 1836 unì al cognome di famiglia, Lennox, il cognome Gordon, ereditando il ducato del fratello di sua madre, l'ultimo Duca di Gordon.

### Morte

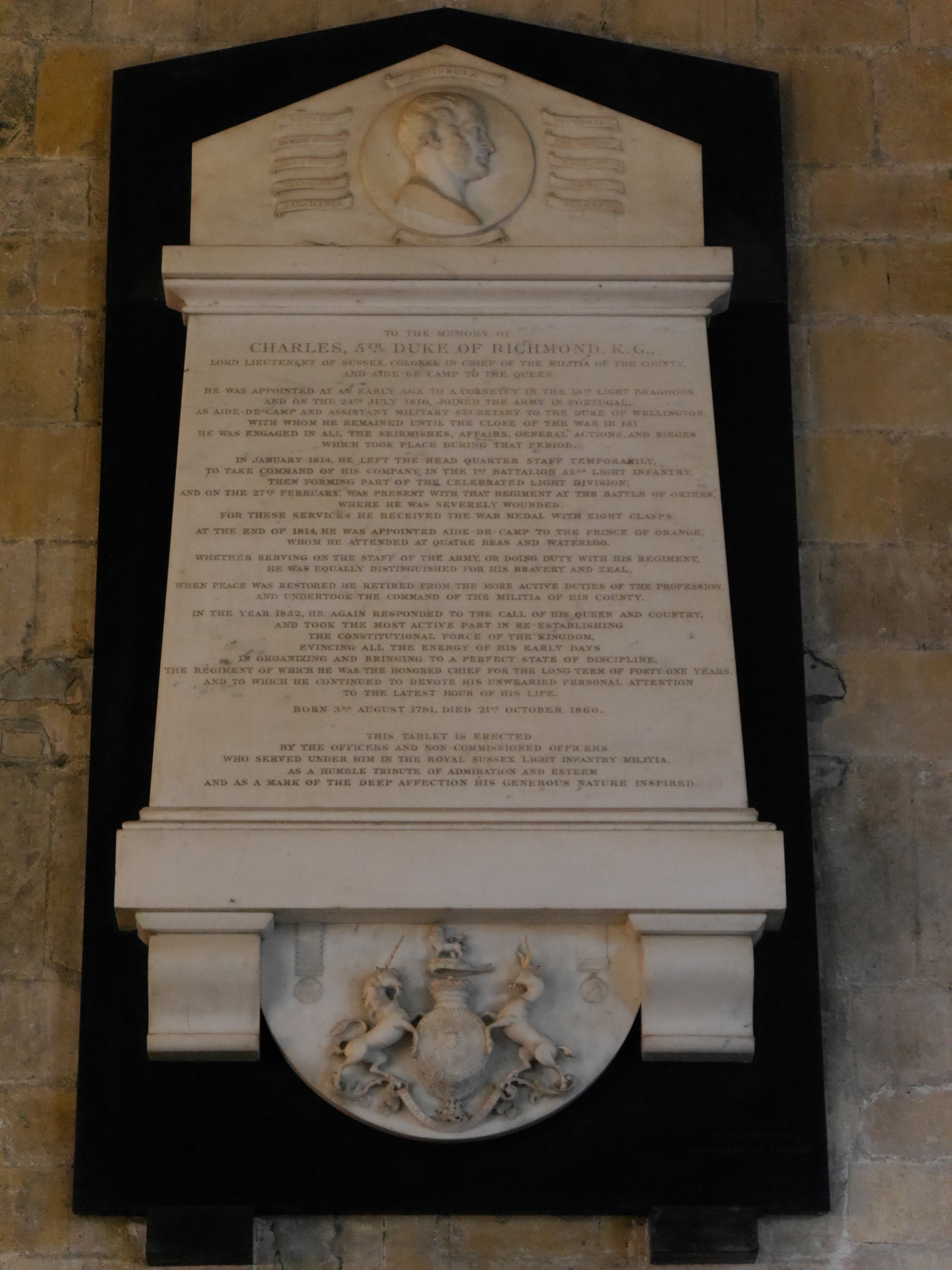
La tomba del Duca alla Cattedrale di Chichester

Il Duca di Richmond morì al Portland Place, Marylebone, Londra, nell'ottobre del 1860 a 69 anni. La successione ai suoi titoli spettò al suo figlio primogenito, Charles.

## Discendenza
Dal matrimonio tra Lord Charles e Caroline Paget nacquero:
- Charles Gordon-Lennox, VI duca di Richmond (1818–1903)
- Lady Caroline Amelia Gordon-Lennox (18 giugno 1819 – 30 aprile 1890), sposò John Ponsonby, V conte di Bessborough
- Lord Fitzroy George Charles Gordon-Lennox (11 giugno 1820 – 1841), disperso in mare a bordo della SS President
- Lord Henry Lennox (2 novembre 1821 – 29 agosto 1886), sposò Amelia Brooman ma non ebbe discendenza
- Capitano Lord Alexander Francis Charles Gordon-Lennox (14 giugno 1825 – 22 gennaio 1892), sposò Emily Towneley ed ebbe discendenza
- Lady Augusta Catherine Gordon-Lennox (14 gennaio 1827 – 3 aprile 1904), sposò il principe Edoardo di Sassonia-Weimar-Eisenach (1823–1902)
- Lord George Gordon-Lennox (22 ottobre 1829 – 27 febbraio 1877), sposò Minnie Palmer e non ebbe discendenza
- Lady Cecilia Catherine Gordon-Lennox (13 aprile 1838 – 5 ottobre 1910), sposò Charles Bingham, IV conte di Lucan; antenati della principessa Diana del Galles.

## Ascendenza
|                                           |                                  |                                            | Genitori                                    |  |  | Nonni |  |  | Bisnonni                            |  |  | Trisnonni                          |  |
|                                           |                                  |                                            |                                             |  |  |       |  |  | Charles Lennox, II duca di Richmond |  |  | Charles Lennox, I duca di Richmond |  |
|                                           |                                  |                                            |                                             |  |  |       |  |  | Charles Lennox, II duca di Richmond |  |  | Charles Lennox, I duca di Richmond |  |
|                                           |                                  | Anne Brudenell                             |                                             |  |  |       |  |  | Charles Lennox, II duca di Richmond |  |  |                                    |  |
| George Lennox                             |                                  |                                            |                                             |  |  |       |  |  | Charles Lennox, II duca di Richmond |  |  |                                    |  |
|                                           |                                  | Sarah Cadogan                              | William Cadogan, I conte Cadogan            |  |  |       |  |  |                                     |  |  |                                    |  |
|                                           |                                  | Sarah Cadogan                              | William Cadogan, I conte Cadogan            |  |  |       |  |  |                                     |  |  |                                    |  |
|                                           |                                  | Sarah Cadogan                              | Margaret Cecilia Munter                     |  |  |       |  |  |                                     |  |  |                                    |  |
| Charles Lennox, IV duca di Richmond       |                                  | Sarah Cadogan                              |                                             |  |  |       |  |  |                                     |  |  |                                    |  |
|                                           |                                  | William Kerr, IV marchese di Lothian       | William Kerr, III marchese di Lothian       |  |  |       |  |  |                                     |  |  |                                    |  |
|                                           |                                  | William Kerr, IV marchese di Lothian       | William Kerr, III marchese di Lothian       |  |  |       |  |  |                                     |  |  |                                    |  |
|                                           |                                  | William Kerr, IV marchese di Lothian       | Margaret Nicolson                           |  |  |       |  |  |                                     |  |  |                                    |  |
| Louisa Kerr                               |                                  | William Kerr, IV marchese di Lothian       |                                             |  |  |       |  |  |                                     |  |  |                                    |  |
|                                           |                                  | Caroline Darcy                             | Robert Darcy, III conte di Holderness       |  |  |       |  |  |                                     |  |  |                                    |  |
|                                           |                                  | Caroline Darcy                             | Robert Darcy, III conte di Holderness       |  |  |       |  |  |                                     |  |  |                                    |  |
|                                           |                                  | Caroline Darcy                             | Frederica Susanna Schomberg                 |  |  |       |  |  |                                     |  |  |                                    |  |
| Charles Gordon-Lennox, V duca di Richmond |                                  | Caroline Darcy                             |                                             |  |  |       |  |  |                                     |  |  |                                    |  |
|                                           | Cosmo Gordon, III duca di Gordon | Alexander Gordon, II duca di Gordon        |                                             |  |  |       |  |  |                                     |  |  |                                    |  |
|                                           | Cosmo Gordon, III duca di Gordon | Alexander Gordon, II duca di Gordon        |                                             |  |  |       |  |  |                                     |  |  |                                    |  |
|                                           | Cosmo Gordon, III duca di Gordon | Henrietta Mordaunt                         |                                             |  |  |       |  |  |                                     |  |  |                                    |  |
| Alexander Gordon, IV duca di Gordon       | Cosmo Gordon, III duca di Gordon |                                            |                                             |  |  |       |  |  |                                     |  |  |                                    |  |
|                                           |                                  | Catherine Gordon                           | William Gordon, II conte di Aberdeen        |  |  |       |  |  |                                     |  |  |                                    |  |
|                                           |                                  | Catherine Gordon                           | William Gordon, II conte di Aberdeen        |  |  |       |  |  |                                     |  |  |                                    |  |
|                                           |                                  | Catherine Gordon                           | Susan Murray                                |  |  |       |  |  |                                     |  |  |                                    |  |
| Charlotte Gordon                          |                                  | Catherine Gordon                           |                                             |  |  |       |  |  |                                     |  |  |                                    |  |
|                                           |                                  | William Maxwell, III baronetto di Monreith | Alexander Maxwell, II baronetto di Monreith |  |  |       |  |  |                                     |  |  |                                    |  |
|                                           |                                  | William Maxwell, III baronetto di Monreith | Alexander Maxwell, II baronetto di Monreith |  |  |       |  |  |                                     |  |  |                                    |  |
|                                           |                                  | William Maxwell, III baronetto di Monreith | Jean Montgomerie                            |  |  |       |  |  |                                     |  |  |                                    |  |
| Jane Maxwell                              |                                  | William Maxwell, III baronetto di Monreith |                                             |  |  |       |  |  |                                     |  |  |                                    |  |
|                                           |                                  | Magdalena Blair                            | William Scott                               |  |  |       |  |  |                                     |  |  |                                    |  |
|                                           |                                  | Magdalena Blair                            | William Scott                               |  |  |       |  |  |                                     |  |  |                                    |  |
|                                           |                                  | Magdalena Blair                            | Catharine Tait                              |  |  |       |  |  |                                     |  |  |                                    |  |
|                                           |                                  | Magdalena Blair                            |                                             |  |  |       |  |  |                                     |  |  |                                    |  |